# Jovan Kirovski
Jovan Kirovski (Escondido, Califórnia, 18 de março de 1976) é um ex-futebolista norte-americano. Atualmente é assistente técnico do Los Angeles Galaxy.
Possui origem macedônia. Seu nome, em macedônio, é Јован Кировски.

## Carreira
Kirovski iniciou a carreira em 1993, no Manchester United, porém não chegou a jogar nenhuma vez pela equipe principal dos Red Devils, uma vez que não possuía um visto de trabalho. A estreia "oficial" do meio-campista foi no Borussia Dortmund, onde atuou entre 1996 e 2000 (20 jogos e um gol), vencendo a Liga dos Campeões da UEFA de 1996–97 e a Copa Intercontinental de 1997, sendo o primeiro (e até hoje único) jogador dos Estados Unidos a vencer tais competições. Durante o período em que foi vinculado ao Borussia, defendeu o Fortuna Köln por empréstimo.
Ainda passou rapidamente pelo Sporting CP (5 jogos entre 2000 e 2001) e pelo futebol inglês (Crystal Palace e Birmingham City) antes de estrear no futebol de seu país em 2004, sendo contratado pelo Los Angeles Galaxy. Kirovski ainda jogaria no Colorado Rapids e no San José Earthquakes, voltando ao Galaxy em 2009. Aposentou-se em 2012, mas permanece no clube até hoje - exerceu os cargos de auxiliar-técnico e diretor-técnico. Foi nesta função que ajudou na contratação do sueco Zlatan Ibrahimović.

## Carreira internacional
Kirovski representou a Seleção Estadunidense de Futebol nas Olimpíadas de 1996, quando atuou em casa.
Na seleção principal, jogou 62 vezes e fez 9 gols entre 1994 e 2004, e embora não chegasse a disputar as Copas de 1998 e 2002, participou de 5 torneios oficiais - 2 Copas Ouro (1996 e 2000), a Copa América de 1995 e 2 Copas das Confederações (1999 e 2003).

## Títulos

### Clubes
Borussia Dortmund
- UEFA Champions League: 1996–97
- Copa Intercontinental: 1997

Los Angeles Galaxy
- MLS Cup (2): 2005, 2011
- Lamar Hunt U.S. Open Cup: 2005
- Western Conference: 2005, 2009, 2010, 2011